# Fred Åkerström-stipendiet
Fred Åkerström-stipendiet instiftades 1987 av Visfestivalen i Västervik i samarbete med Länsförsäkringar och tilldelades varje år "en person som på ett betydelsefullt sätt arbetat för att bevara, utveckla och/eller skapa svensk visa." Stipendiet delades ut i samband med Visfestivalen i Västervik och prissumman var 40 000 kronor (2011). 2014 ersattes stipendiet med "Länsförsäkringar Kalmar Läns stipendium till minne av Hansi Schwarz".
2023 återupptogs stipendiet med CajsaStina Åkerström och Lars Nylin som ansvariga och jury.

## Stipendiater
- 1987 – Lasse Tennander
- 1988 – Åsa Jinder
- 1989 – Ewert Ljusberg
- 1990 – Lena Willemark
- 1991 – Lars Demian
- 1992 – Per Persson
- 1993 – Mikael Samuelson och Mats Bergström
- 1994 – Ola Magnell
- 1995 – Thorstein Bergman
- 1996 – Stefan Sundström
- 1997 – Finn Zetterholm
- 1998 – Björn Ulvaeus
- 1999 – Margareta Kjellberg
- 2000 – Olle Adolphson
- 2001 – Anders Burman
- 2002 – Kjell Höglund
- 2003 – Mats Klingström
- 2004 – Christina Kjellsson
- 2005 – CajsaStina Åkerström
- 2006 – Dan Viktor Andersson
- 2007 – Alf Hambe
- 2008 – Jack Vreeswijk
- 2009 – Marie Bergman
- 2010 – Sanna Carlstedt
- 2011 – Bengt Sändh
- 2012 – Stefan Andersson
- 2013 – Hansi Schwarz
- 2014–2022 Stipendiet delades inte ut
- 2023 – Jack Vreeswijk
- 2024 – Lisa Nilsson
- 2025 – Stefan Sundström[3]

### Fotnoter
1. ↑  ”Fred Åkerström-stipendiet: Stipendiater”. Visfestivalen i Västervik. Arkiverad från originalet den 9 juli 2012. https://web.archive.org/web/20120709222930/http://visfestivalen.se/stipendiater/. Läst 13 november 2012.
2. ↑  ”Fred Åkerström-stipendiet till Jack Vreeswijk”. https://magasingruppen.se/fred-akerstrom-stipendiet-till-jack-vreeswijk.
3. ↑  ”Han får Fred Åkerström-priset”. DN.se. 28 januari 2025. https://www.dn.se/direkt/2025-01-28/han-far-fred-akerstrom-priset/. Läst 28 januari 2025.